# 孙达人
孙达人（1935年1月20日—），浙江省富阳市人，陕西师范大学教授，曾任陕西省副省长。研究农民史。

## 生平
生于1935年1月20日。1953年秋考入山东大学历史系，大学毕业后分配到中国科学院历史研究所，1960年10月调至陕西师范大学历史系，1965年，在《光明日报》上发表文章《怎样估价“让步政策”》，说社会的进步是农民战争直接作用的结果，并非“迫使统治者让步所致”，批评翦伯赞的让步政策论，引起学术界广泛讨论，得到毛泽东赞同。
1977年被破格提拔为副教授，1982年被评定为教授。1983年，陕西省七届人大会上被推选为陕西省副省长，分管文教、外事、旅游工作，1991年辞任。